# Acétate de fentine
L'acétate de fentine ou acétate de triphénylétain est un pesticide.
L'acétate de fentine est produit en traitant du chlorure de triphénylétain avec de l'acétate de sodium.
L'acétate de fentine est utilisé pour lutter contre les algues et les escargots dans les rizières, ou contre les escargots d'eau dans les bassins de pisciculture.
Son usage est interdit par l'Union européenne.